# Marguerite Barankitse
Marguerite Barankitse (1957) is een Burundees ontwikkelingswerkster. Ze zette in 1993 Maison Shalom op dat uitgroeide in een organisatie dat hulp biedt aan tienduizenden kinderen in Burundi.

## Levensloop
Aan het begin van de Burundese burgeroorlog (1993-2005) zag ze mensen vermoord worden. Ze zag dat kinderen de dupe van de oorlog werden en aan hun lot werden overgelaten. Op 25 oktober 1993 begon ze voedsel en onderdak te bieden aan vijfentwintig kinderen. Ze helpt kinderen ongeacht hun Hutu- of Tutsi-afkomst; zelf is Barankitse van de Tutsi-bevolkingsgroep afkomstig. Samen met Europese en Burundese vrienden organiseerde ze een hulpnetwerk dat het hoofd kon bieden aan de steeds groter wordende groep kinderen.
Met de katholieke bisschop van Ruyigi, Joseph Nduhirubusa, kwam ze overeen om een school om te bouwen tot opvanghuis, dat de naam Maison Shalom kreeg. In de loop van de tijd breidde ze haar activiteiten uit naar andere steden, door de opzet van meer opvangtehuizen in onder meer Butezi en Gizuru.
In 2004 was haar initiatief inmiddels uitgegroeid tot een organisatie die direct en indirect hulp biedt aan 20.000 kinderen.

## Erkenning
Barankitse werd meermaal onderscheiden voor haar werk. Naast een aantal kleinere prijzen, ontving ze mensenrechtenprijzen van de Franse en Zweedse regeringen en de Raad van Europa. Verder ontving ze in 2004 de Nansen Refugee Award van hoge commissaris voor de Vluchtelingen Ruud Lubbers en de Four Freedoms Award in de categorie vrijwaring van gebrek.